# Pomník obětem 2. světové války (Jablunkovské arboretum)
Pomník obětem 2. světové války nazývaný také socha Hygie nebo socha Humanita, se nachází v Jablunkovském arboretu, poblíže soutoku potoka Ošetnice a řeky Lomná, ve městě Jablunkov v okrese Frýdek-Místek v nížině Jablunkovská brázda v Moravskoslezském kraji. Autorem díla je český akademický sochař Jan Tříska (1904–1976). Pomník je celoročně volně přístupný v otvíracích hodinách Jablunkovského arboreta.

## Historie a popis díla
Pomník připomíná mučednickou smrt 80 členů spolku Humanita pro zemi Moravskoslezskou se sídlem v Brně. Tito byli zavražděni německými nacisty během 2. světové války v letech 1939–1945. Spolek Humanita pro zemi Moravskoslezskou výrazně přispěl k rozvoji Jablunkovského arboreta a Jablunkovského plicního sanatoria. Vzpomínce na tyto lidi byl v 50. letech 20. století odhalen památník od Jana Třísky.
Ústředním motivem pomníku je stojící oděná ženská postava - Hygie. Ta je vytvořená v nadživotní velikosti z pískovce a je umístěna a soklu ve tvaru kvádru. Na čelní stěně soklu je nápis:
| „ | Památce členů spolku Humanita pro zemi Moravskoslezskou v Brně popravených a zahynulých v počtu osmdesáti 1939-1945 Vzpomeňte s námi jejich památky | “ |

Hygie v pravé ruce pod paží svírá knihu s nápisem HUMANITA a v levé ruce drží kytici květů.

## Galerie

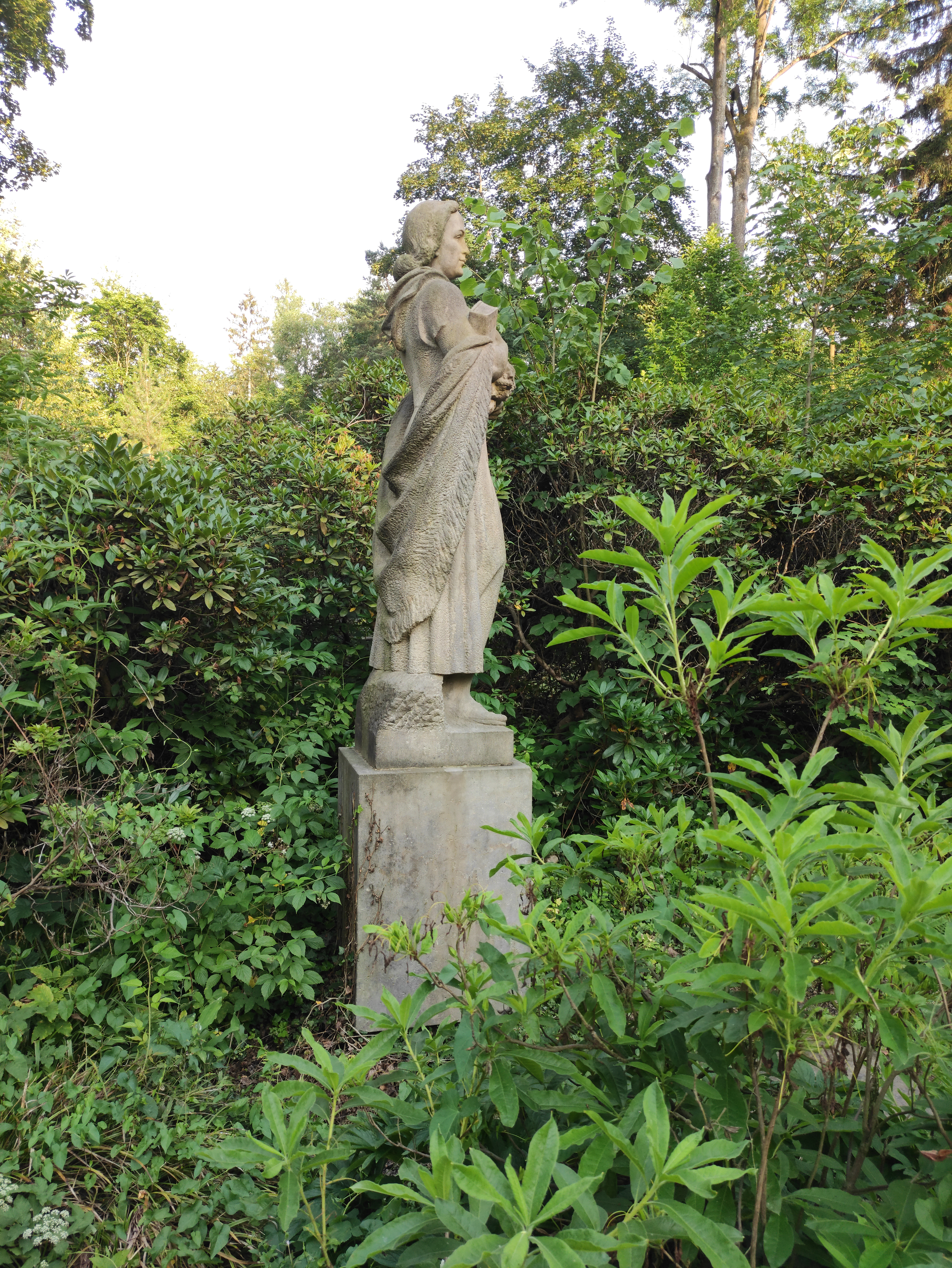
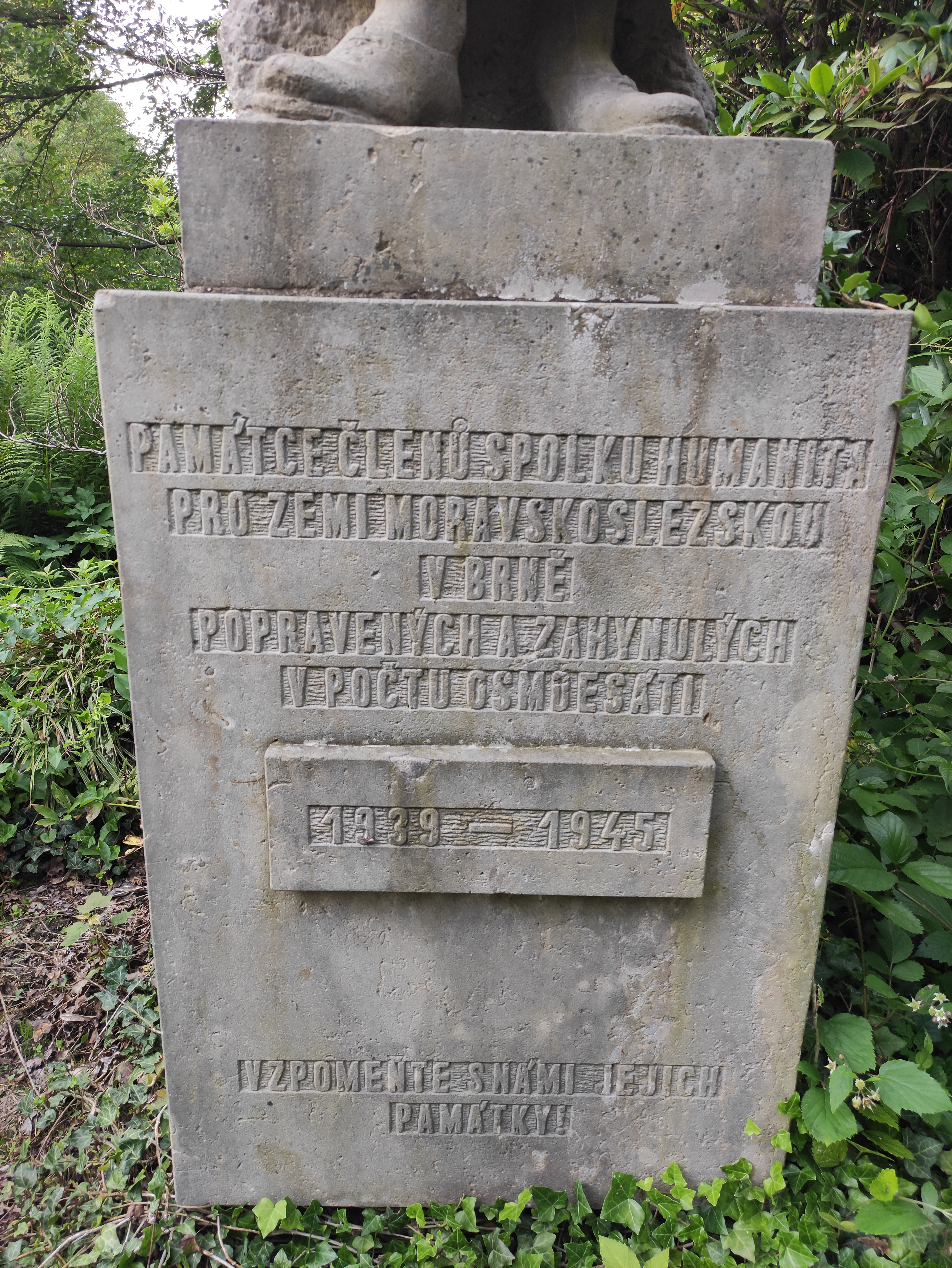